# Четраро
Четраро (итал. Cetraro) — Город в Италии, располагается в регионе Калабрия, подчиняется административному центру Козенца (провинция).
Население составляет 10 251 человек (на 2004 г.), плотность населения составляет 160 чел./км². Занимает площадь 65,67 км². Почтовый индекс — 87022. Телефонный код — 0982.
Покровителем населённого пункта считается святой Бенедикт Нурсийский. Праздник ежегодно празднуется 16 июля.